# 박치 묘역 및 석물
박치 묘역 및 석물은 대한민국 경기도 하남시 초이동에 있다. 2008년 1월 10일 하남시의 향토유적 제12호로 지정되었다.

## 개요
반남박씨로 형조,공조,정랑 등 당시 행정실무관청의 중견관리를 거쳐 청요직의 사헌부 집의에까지 올랐던 양반신료였다.